# 費魯布基
52°10′12″N 32°49′43″E / 52.17000°N 32.82861°E
費魯布基（烏克蘭語：Ферубки），是烏克蘭北部的村莊，隸屬切爾尼希夫州的諾夫霍羅德-錫韋爾斯基區。該村面積0.18平方公里，海拔高度163米，2001年人口40，人口密度每平方公里222.2人。